# Chiesa della Santissima Annunziata (Vico Equense)
La chiesa della Santissima Annunziata è una chiesa monumentale di Vico Equense: è stata cattedrale della diocesi di Vico Equense fino al 1818 ed è appartenente alla parrocchia della chiesa dei Santi Ciro e Giovanni.

## Storia

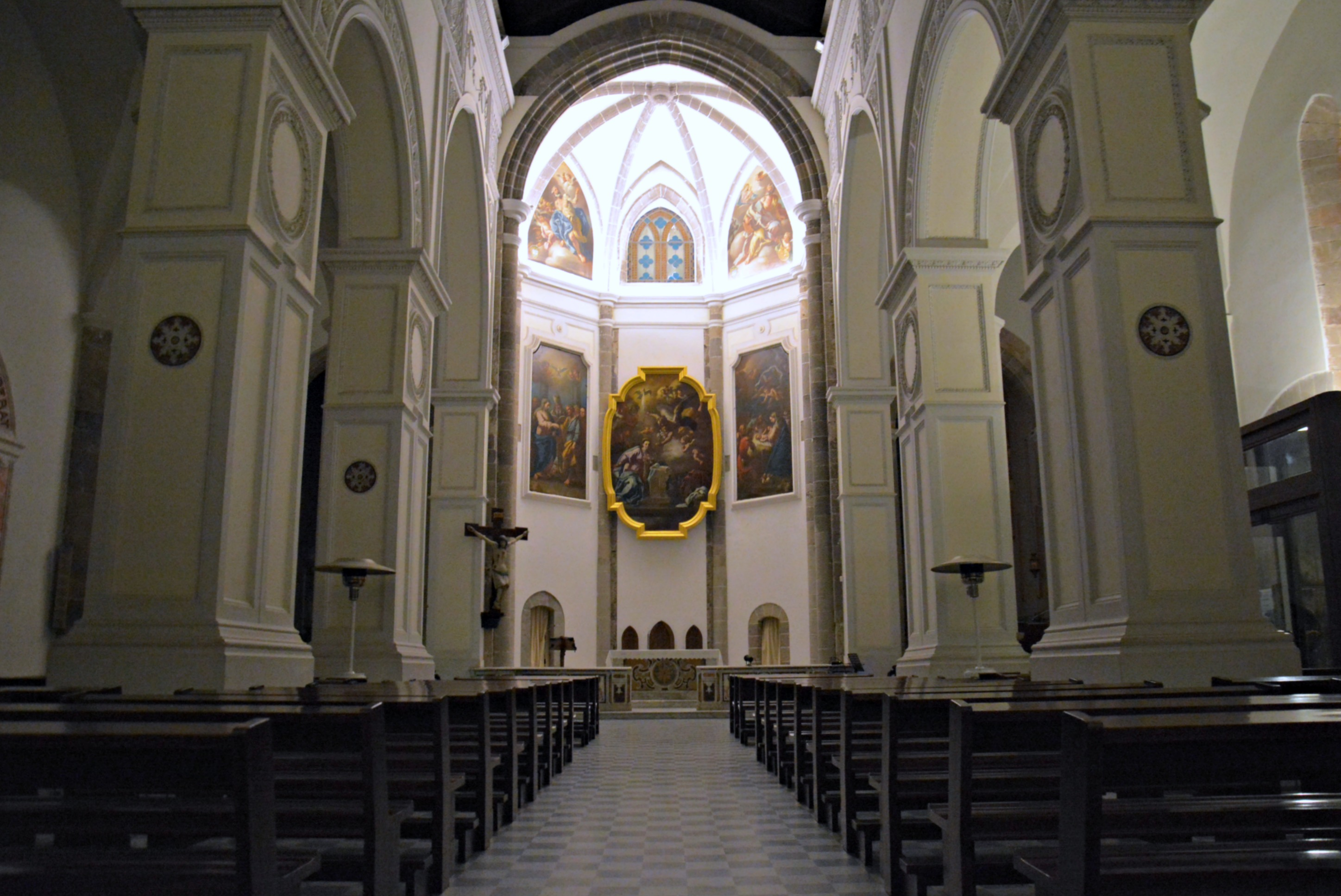
L'interno

La prima cattedrale di Vico Equense si trovava sulla spiaggia, nella zona bassa della città, dove sorge l'attuale Marina d'Equa, soggetta però alle incursioni dei pirati: fu così che il centro cittadino venne spostato in una zona più alta e si decise al contempo, per volere del vescovo Giovanni Cimino, di costruire una nuova cattedrale. La nuova chiesa fu eretta agli inizi del XIV secolo, probabilmente tra il 1320 ed il 1330, su un costone roccioso, alto circa novanta metri, a picco sul mare, che affaccia sul borgo marinaro. Importanti lavori di restauro furono compiuti tra il 1773 ed il 1792, per volere del vescovo Paolino Pace: questi riguardarono principalmente il rifacimento della facciata.
La chiesa fu sede vescovile fino alla morte del vescovo Michele Natale, deceduto nel 1799, mentre fu cattedrale della diocesi fino al 1818 quando fu soppressa ed inglobata in quella di Sorrento. Altri importanti lavori di restauro, che ne hanno esaltato il suo aspetto originario, sono stati effettuati alla fine del XX secolo e la chiesa è stata riaperta al culto il 26 agosto 1995, dopo un periodo di quasi vent'anni di chiusura, a seguito dei danni subiti dal terremoto del 1980.

## Struttura

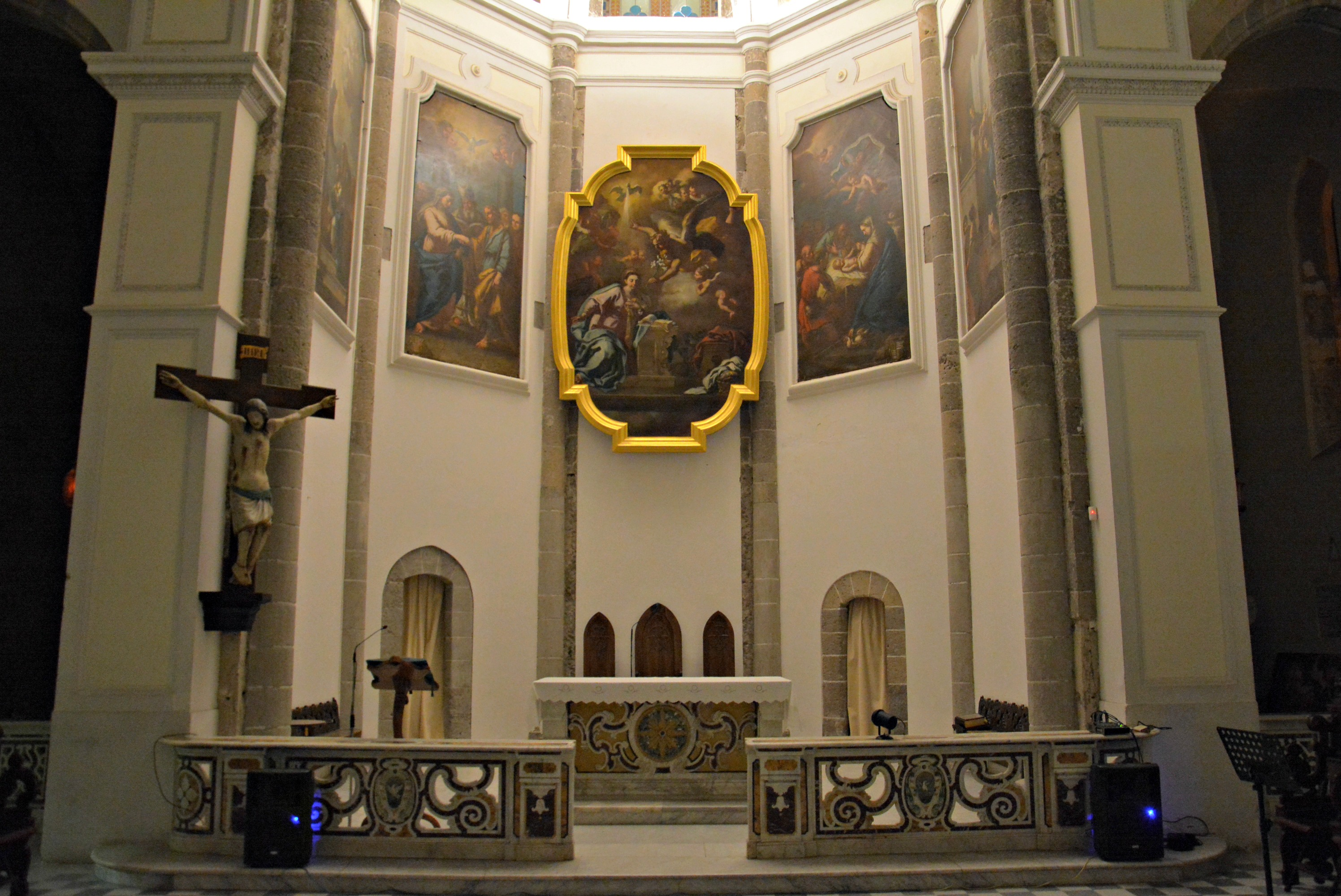
L'altare maggiore con tela di Giuseppe Bonito

La chiesa della Santissima Annunziata è uno dei pochissimi esempi di architettura gotica della costiera sorrentina; la facciata, rifatta alla fine del XVIII secolo, è invece in stile barocco ed è divisa in due da una trabeazione: la parte inferiore presenta due coppie di lesene ai lati del portale ed una lesena all'estremità, mentre la zona superiore, riprende le due coppie di lesene della sezione sottostante e reca al centro un ampio finestrone, sormontato a sua volta da un lucernaio; la facciata termina a volta a botte e sulla sommità è posta una croce in ferro. Per il portale d'ingresso furono commissionate, all'inizio degli anni ottanta, due porte in bronzo, realizzate dallo scultore Michele Attanasio, dedicate a papa Giovanni Paolo II e raffigurante un Cristo ieratico.
All'interno la chiesa presenta tre navate, una centrale e due laterali, divise tramite sei pilastri in tufo, mentre la zona dell'altare maggiore è a forma di abside pentagonale, con volta a costolone: originariamente l'abside presentava un affresco di cui rimangono solo pochi frammenti, spostati in una cappella laterale, che rappresentano la Crocifissione e due santi, mentre sull'altare maggiore, la cui mensa non è quella originale, sostituita da una di semplice fattura, è posta una tela di Giuseppe Bonito, del 1733, che raffigura l'Annunciazione, affiancata ai lati da episodi della vita di Maria, come la Presentazione di Maria al tempio, il Matrimonio della Vergine, l'Adorazione dei pastori e poi la Presentazione di Gesù al tempio, opere di Jacopo Cestaro; negli spicchi dell'abside quattro tele di Francesco Palumbo, commissionati dal vescovo Paolino Pace, raffigurante gli evangelisti. Nella navata centrale sono collocate quattro tele che hanno per soggetti gli apostoli Andrea, Pietro, Giacomo e Taddeo. In una cappella della navata destra è posto un crocifisso in legno, decorato con pittura di scuola giottesca; nella navata sinistra si aprono le cappelle dedicate a Sant'Antonio, alla Madonna del Rosario con Bambino, al Sacro Cuore di Gesù, a San Giuseppe col Bambino e a Sant'Anna. Tra le altre opere presenti: le urne funerarie di Gaetano Filangieri e del vescovo Cimino, quest'ultima caratterizzata da un pluteo romanico, decorato con un cavallo alato ed una lastra in marmo bianco, con raffigurazioni della Madonna col Bambino in braccio, San Paolo e San Luca, ed opere pittoriche di Armando De Stefano, che raffigurano Cristo alla colonna, la visita di Maria ad Elisabetta e San Gennaro Repubblicano. La sagrestia è in stile gotico, anche se presenta influssi neoclassici del XVIII secolo: all'interno sono esposti trentaquattro affreschi raffiguranti i vescovi vicani, voluti dal vescovo Pace e realizzati da Francesco Palumbo: manca la raffigurazione di Michele Natale, morto impiccato per aver aderito alla Repubblica Napoletana ed al suo posto è rappresentato un putto che intima di far silenzio. Interessante anche la cupola, nella quale si aprono otto finestre e reca al centro una tempera raffigurante la Colomba dello Spirito Santo ed una balaustra decorata con marmi policromi.
Il campanile, risalente al XVI secolo e voluto da Paolo Regio, è a pianta quadrata, con arco sotto il quale passa la strada d'accesso alla chiesa ed è diviso in tre ordini, terminando con una terrazza merlata: la struttura ospita due campane, consacrate nel 1958.